# Parafia Niepokalanego Poczęcia Najświętszej Maryi Panny w Berdyczowie
Parafia Niepokalanego Poczęcia Najświętszej Maryi Panny w Berdyczowie – parafia rzymskokatolicka w Berdyczowie, w obwodzie żytomierskim Ukrainy. Prowadzona przez zakon karmelitów bosych. Msze święte odbywają się w językach ukraińskim i polskim.
Reaktywowana 15 listopada 1991. Od 27 października 2011 berdyczowski kościół ma rangę ogólnokrajowego sanktuarium maryjnego jako Wszechukraińskie Sanktuarium Matki Bożej Szkaplerznej.